# Championnat de France FFSA GT 2019
Navigation
2018 2020
Le Championnat de France FFSA GT / French GT4 Cup 2019 est la vingt-troisième édition du Championnat de France FFSA GT.

## Calendrier
Le calendrier 2019 reconduit quatre manches de la saison précédente et voit les retours de Lédenon et de Spa-Francorchamps à la place de Dijon-Prenois et de Barcelone. La saison débute à Nogaro sur le circuit Paul Armagnac et se termine sur le circuit Paul-Ricard au Castellet.
| \| Nogaro Pau Lédenon Magny-Cours Le Castellet Spa-Francorchamps \| Localisation des circuits du championnat. |
| Nogaro Pau Lédenon Magny-Cours Le Castellet Spa-Francorchamps                                                 |

| Manche | Manche | Date         | Meeting                           | Circuit                       | Lieu         | Région/Pays                        |
| ------ | ------ | ------------ | --------------------------------- | ----------------------------- | ------------ | ---------------------------------- |
| 1      | C1     | 21 avril     | CFC Nogaro / 52e Coupes de Pâques | Circuit Paul Armagnac         | Nogaro       | Occitanie, France                  |
| 1      | C2     | 22 avril     | CFC Nogaro / 52e Coupes de Pâques | Circuit Paul Armagnac         | Nogaro       | Occitanie, France                  |
| 2      | C1     | 18 mai       | CFC Pau / F3 Grand Prix de Pau    | Circuit de Pau-Ville          | Pau          | Nouvelle-Aquitaine, France         |
| 2      | C2     | 19 mai       | CFC Pau / F3 Grand Prix de Pau    | Circuit de Pau-Ville          | Pau          | Nouvelle-Aquitaine, France         |
| 3      | C1     | 6 juillet    | CFC Lédenon                       | Circuit de Lédenon            | Lédenon      | Occitanie, France                  |
| 3      | C2     | 7 juillet    | CFC Lédenon                       | Circuit de Lédenon            | Lédenon      | Occitanie, France                  |
| 4      | C1     | 26 juillet   | 24 Heures de Spa                  | Circuit de Spa-Francorchamps  | Spa          | Région wallonne, Belgique          |
| 4      | C2     | 27 juillet   | 24 Heures de Spa                  | Circuit de Spa-Francorchamps  | Spa          | Région wallonne, Belgique          |
| 5      | C1     | 14 septembre | CFC Magny-Cours                   | Circuit de Nevers Magny-Cours | Magny-Cours  | Bourgogne-Franche-Comté, France    |
| 5      | C2     | 15 septembre | CFC Magny-Cours                   | Circuit de Nevers Magny-Cours | Magny-Cours  | Bourgogne-Franche-Comté, France    |
| 6      | C1     | 12 octobre   | CFC Finale Paul-Ricard            | Circuit Paul-Ricard           | Le Castellet | Provence-Alpes-Côte d'Azur, France |
| 6      | C2     | 13 octobre   | CFC Finale Paul-Ricard            | Circuit Paul-Ricard           | Le Castellet | Provence-Alpes-Côte d'Azur, France |